# Walter H. Schaad
Walter H. Schaad (* 7. Dezember 1902 in Stein am Rhein; † 28. Februar 1990 in Luzern) war ein Schweizer Architekt.

## Leben und Werk
Walter H. Schaad war ein Sohn des Reallehrers Samuel (1873–1940) und der aus Neunkirch stammende Elise, geborene Wildberger. Sein jüngerer Bruder war der Künstler Werner Schaad. 
Nach der Matur an der Kantonsschule Schaffhausen und dem Beginn einer Maurerlehre nahm Schaad 1921 das Studium der Architektur an der ETH Zürich auf, wo er 1926 bei Karl Moser diplomierte. Kurze Zeit arbeitete er in Zürich, bevor er mit seinem ehemaligen Kommilitonen Ernst Schindler eine längere Studienreise nach Italien unternahm. 1926/27 arbeitete er bei Le Corbusier in Paris, der damals am Wettbewerb für den Völkerbundpalast in Genf teilnahm. Zurück in Zürich, war er ab 1928 bei Moser beschäftigt, wo er am Postamt in Baden mitarbeitete. 1930 zog er nach Luzern, wo er bei Albert Zeyer, einem weiteren Vertreter des Neuen Bauens, an der Planung des Dulaschulhauses beteiligt war. Ab 1932 war Schaad dann technischer Leiter des Baugeschäfts Vallaster in Luzern. Ein Zusatzstudium an der ETH in Erdbaumechanik und Betriebswirtschaft, das er laut Architektenlexikon 1936 an der ETH aufgenommen haben soll, könnte sich auf einen gleichnamigen jüngeren Kollegen beziehen.
1937, nach dem Gewinn des Wettbewerbs über das Kirchgemeindehaus von Meggen, konnte er sein eigenes Büro gründen und ging bis 1942 eine Partnerschaft mit Ernst Leuenberger ein. Eine weitere Zusammenarbeit ging er 1949 bis 1954 mit Emil Jauch ein, die beiden verfassten gemeinsam acht Wettbewerbsbeiträge nationaler und internationaler Konkurrenzen, gewannen auch drei, wovon jedoch nur das Schulhaus Matt in Hergiswil realisiert wurde, das sicherlich Schaads Hauptwerk genannt werden kann. Dieses Schulhaus war als einer der ersten Vertreter der Schulbaureformen der Nachkriegsmoderne prototypisch für dann folgende Bauwerke, bei denen besonderes Augenmerk auf gute Belichtung, annähernd quadratische Grundrisse, dezentrale Erschliessung und niedrige Stockwerkszahl gelegt wurde.

## Werke (Auswahl)
- Kirchgemeindehaus, Meggen 1937
- Genossenschaftshäuser Weinbergli, ABL, Luzern 1939 (mit Ernst Leuenberger)
- Seilerwarenfabrik, Lenzburg 1940 (mit Ernst Leuenberger)
- Funkhaus, Flugplatz Emmen 1941
- Magazine und Garagen der PTT Tribschen, Luzern 1942
- Wohnhäuser Schadrütistr., Luzern 1944
- Schulhaus Matt, Hergiswil 1954 (mit Emil Jauch)
- Schulhaus Städtli, Cham 1955–64
- Distillerie Räber, Merlischachen 1960
- Spaltanlage Gaswerk, Luzern 1964
- Weggishaus, Wohn- und Geschäftshaus, Luzern 1968
- Lagerhallen und Werkstätten, Elektrizitätswerk, Gaswerk und Wasserwerk, Luzern 1966–68

## Belege
1. ↑  A. von Moos: Walter Schaad (Nekrologe). In: Schweizerische Bauzeitung. Band 79, Nr. 37, 1961, S. 651 (online).
2. ↑  A.R. (= Alfred Roth): Schulhaus «Matt» in Hergiswil am See. In: Das Werk. Band 42, Nr. 3, 1955, S. 69–76, doi:10.5169/seals-32497.
H.M. (= Hans Marti): Schulhaus Matt in Hergiswil am See. In: Schweizerische Bauzeitung. Band 73, Nr. 5, 1955, S. 59–64, nebst fünf Tafeln, doi:10.5169/seals-61849.

| Personendaten    | Personendaten       |
| ---------------- | ------------------- |
| NAME             | Schaad, Walter H.   |
| KURZBESCHREIBUNG | Schweizer Architekt |
| GEBURTSDATUM     | 7. Dezember 1902    |
| GEBURTSORT       | Stein am Rhein      |
| STERBEDATUM      | 28. Februar 1990    |
| STERBEORT        | Luzern              |